# Historia de Estados Unidos (1964-80)
La historia de los Estados Unidos desde 1964 hasta 1980 incluye el clímax y la victoria del Movimiento por los derechos civiles en Estados Unidos; la escalada y finalización de la guerra de Vietnam; el feminismo de la segunda ola; el drama de la revuelta generacional con sus libertades sexuales y uso de drogas; la continuación de la Guerra Fría, con su carrera espacial para llevar un hombre a la Luna. La economía estaba próspera hasta la recesión de 1969-70, y luego decayó por la competencia externa y los elevados precios del petróleo. La sociedad estadounidense se encontraba polarizada por la finalmente inútil guerra y por las protestas en contra de la guerra y el servicio militar obligatorio, así como por el Caso Watergate, que reveló la corrupción en el nivel más alto del gobierno. Para 1980 y la toma de control de la embajada estadounidense en Irán se produjo un creciente sentimiento de malestar nacional.
El período se cerró con la victoria del Republicano conservador Ronald Reagan, iniciando la "Era de Reagan", con un cambio drástico en la dirección nacional. El Partido Democrático se dividió por el tema de la guerra de Vietnam y otras temas de política exterior, contando con un nuevo elemento con base en los votantes jóvenes. Muchos de los demócratas considerados liberales en otras áreas se unieron al movimiento neoconservador y comenzaron a apoyar a los republicanos (especialmente a Reagan) en cuanto a la política exterior. Mientras tanto, los republicanos se encontraban generalmente unidos en un intenso nacionalismo americano, una fuerte oposición al comunismo y un fuerte apoyo a Israel.
Las memorias de los años sesenta formaron el panorama político de la próxima mitad de siglo. Como lo explicó el gobernador de Arkansas, Bill Clinton, en 1990, "si se recuerda los años sesenta y se piensa que hubo más cosas buenas que malas, probablemente se es un Demócrata. Si se piensa que hizo más daño que bien, se es probablemente un Republicano".

## Clímax del liberalismo estadounidense
El clímax del liberalimo moderno estadounidense llegó a mediados de la década del sesenta con el éxito del presidente Lyndon Baines Johnson (1963-69) en asegurar la sanción por el congreso de sus programas de la Gran Sociedad, que incluían los derechos civiles, el fin de la segregación, Medicare, la extensión de la asistencia social, la ayuda federal a la educación en todos los niveles, subsidios a las artes y humanidades, activismo ambiental y una serie de programas diseñados para erradicar la pobreza. Como explicaron historiadores recientes:
"Gradualmente, los intelectuales liberales construyeron una nueva visión para lograr la justicia económica y social. El liberalismo de principios de los sesenta no poseía rastros de radicalismo, poca disposición de revivir cruzadas de la época del new deal contra los poderes económicos concentrados y ninguna intención de redistribuir la riqueza o reestructurar las instituciones existentes. En el plano internacional era fuertemente anticomunista. Apuntaba a defender el mundo libre y alentar el crecimiento económico interno, así como asegurar que el resultante fuera distribuido justamente. Su agenda -influenciada en gran medida por la teoría económica keynesiana- preveía un gasto público masivo que aceleraría el crecimiento económico, proveyendo de esa manera recursos públicos para financiar más asistencia social, vivienda, salud y programas educacionales."
Johnson fue premiado con una victoria arrolladora en las elecciones de 1964 contra el conservador Barry Goldwater, que acabó con décadas de control del Congreso por la Coalición Conservadora. Pero los Republicanos se recuperaron en 1966 y eligieron a Richard Nixon en 1968. Nixon continuó en general con los programas del New Deal y la Gran Sociedad que había heredado; la reacción conservadora llegaría con la elección de Ronald Reagan en 1980.

## Giro hacia la derecha en la política
En los años 70, Ronald Reagan surgió como un líder de un drástico giro conservador en la política estadounidense, que socavó muchas de las políticas internas y externas que habían dominado la agenda nacional por décadas.
El hilo conductor era la creciente desconfianza respecto del gobierno para hacer lo correcto por el pueblo. La desconfianza sobre oficiales de alto rango había sido nua característica de los estadounidenses por dos siglos, el escándalo Watergate de 1973-1974 obligó a la renuncia del presidente Richard Nixon, que enfrentó un juicio político, así como juicios penales a muchos de sus asesores. Los medios de comuncacion se encontraban energizados en su vigorosa búsqueda de escándalos, lo que impactó profundamente en los dos partidos mayoritarios en el nivel estadual y local. Al mismo tiempo hubo una desconfianza creciente sobre las instituciones largamente poderosas sobre las grandes empresas y las uniones de trabajadores. El consenso posguerra en cuanto al valor de la tecnología para resolver problemas nacionales se encontró bajo ataque, especialmente la energía nuclear, por la Nueva Izquierda.
Los conservadores en los niveles estadual y local enfatizaron crecientemente el argumento de que los niveles de crimen en aumento indicaban una falla en la política liberal de las ciudades estadounidenses.
Mientras tanto, el liberalismo enfrentaba temas divisivos, dado que la Nueva Izquierda desafiaba a los liberales establecidos en temas tales como la guerra de Vietnam y la construcción de un público de votantes en campus universitarios y entre los votantes jóvenes. Una "guerra cultural" estaba surgiendo como una batalla triangular entre conservadores, liberales y la Nueva Izquierda, incluyendo temas como la libertad individual, el divorcio, la sexualidad e incluso el largo del cabello y el gusto musical.
Un nuevo factor inesperado fue el surgimiento de la derecha religiosa como una fuerza política cohesiva que dio un apoyo fuerte al conservadurismo.
El tema triunfante para el liberalismo fue el logro de la legislació de los derechos civiles en 1960, que obtuvo el apoyo de la población negra y creó un nuevo electorado negro en el Sur. Sin embargo, esto alejó a muchos de los blancos de clases bajas, y abrió la puerta a los blancos sureos a ingresar al Partido Republicano.
En política exterior, la guerra de Vietnam fue un tema altamente divisorio en los 70. Nixon había presentado una política de distensión en la Guerra Fría, pero fue fuertemente desafiada por Reagan y el movimiento conservador. Reagan veía a la Unión Soviética como un enemigo implacabe que debía ser derrotado, sin compromisos. Un nuevo elemento surgió en Irán, con el derrocamiento del gobierno proestadounidense, y el ascenso de los hostiles ayatollahs. Estudiantes radicales tomaron la Embajada de Estados Unidos y retuvieron a los diplomáticos estadounidenses como rehenes por más de un año, destacando la debilidad de la política exterior de Jimmy Carter.
La escena económica estaba de capa caída, con una creciente inflación que recortaba el patrón de ahorros de millones de estadounidenses, mientras que el desempleo se mntenía alto y el crecimiento era bajo. La falta de combustible y las bombas locales volvieron la crisis económica una realidad local.

## Derechos Civiles
Los años sesenta estuvieron marcados por protestas callejeras, manifestaciones, disturbios y malestar social, protestas contra la guerra y una revolución cultural. Los jóvenes afroestadounidenses protestaron luego de las victorias en los tribunales sobre los derechos civiles con manifestaciones callejeras lideradas por el Dr. Martin Luther King Jr. así como por la National Association for the Advancement of Colored People (NAACP).  El Dr. King usó los medios de comunicación hábilmente para grabar casos de represión contra manifestantes afroestadounidenses no violentos para causar un efecto en la conciencia del público. El activismo trajo cambios políticos exitosos cuando había un grupo agraviado, como los afroestadounidenses, feministas u homosexuales, que sentían el aguijón de malas políticas repetidas en el tiempo, y que condujeron campañas de protesta a largo plazo junto a las campañas de los medios masivos de comunicación para cambiar la opinión pública junto a campañas en los juzgados para cambiar las políticas.[cita requerida]

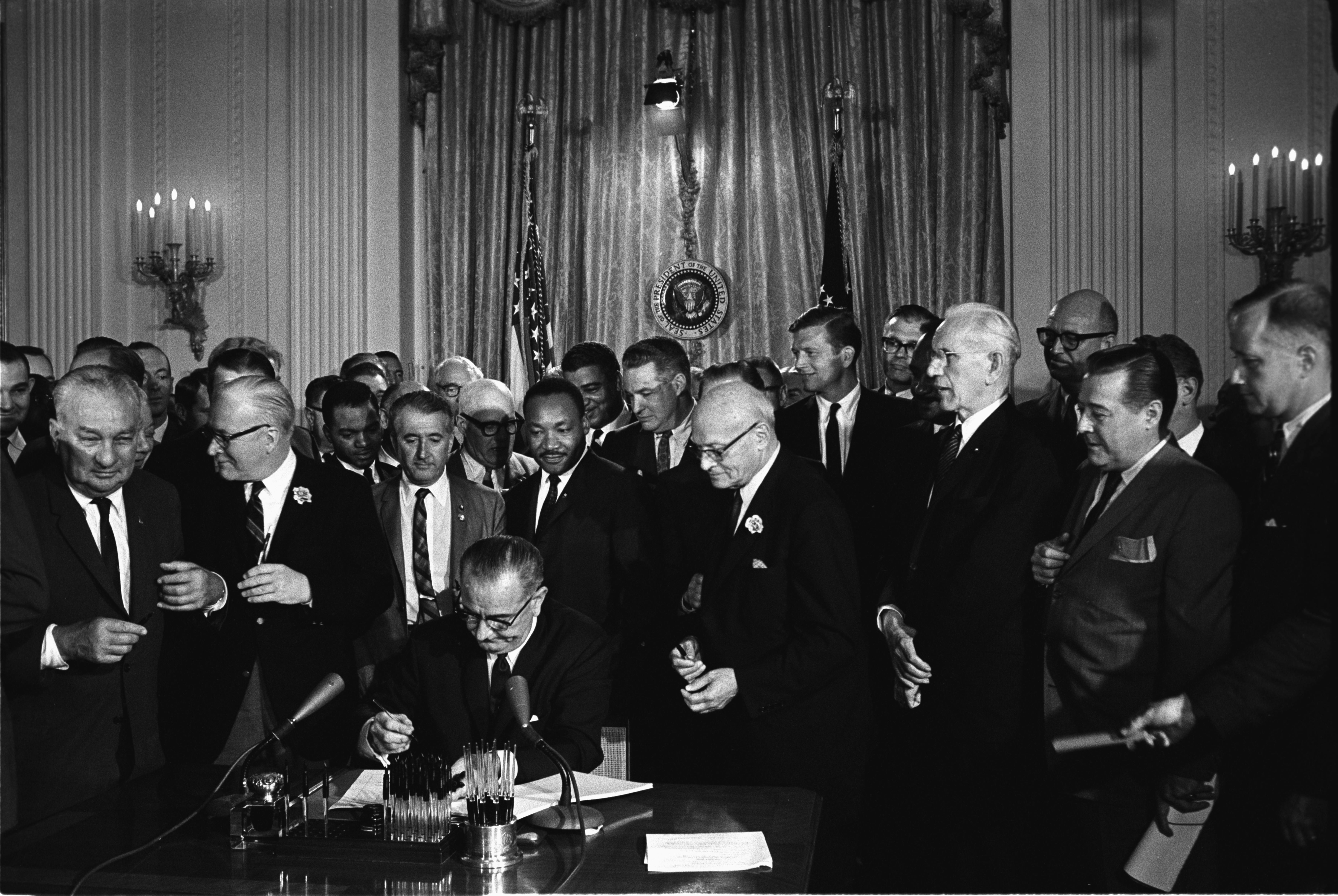
Lyndon Johnson firmando la Ley de los Derechos Civiles junto a Martin Luther King.

El Asesinato de John F. Kennedy en 1963 ayudó a cambiar el clima político del país. El nuevo presidente, Lyndon B. Johnson, capitalizó la situación usando una combinación del clima nacional y su propio sentido común para llevar adelante los planes de Kennedy, principalmente el Acta de los Derechos Civiles de 1964.
Además, la ley de derecho al voto de 1965 tuvo un impacto inmediato en las elecciones federales, estaduales y locales. En pocos meses de su sanción el 6 de agosto de 1965, un cuarto de millón de nuevos votantes negros estaban registrados, un tercio por examinadores federales. En el lapso de cuatro años el registro de votantes en el Sur de Estados Unidos se había más que duplicado. En 1965, Misisipi tenía el número de votantes presentes más alto de afroestadounidenses en el sufragio, 74%, y había elegido más líderes negros que cualquier otro estado. En 1969, Tennessee tenía un 92,1% de presentismo, Arkansas 77,9% y Texas 77,3%.[cita requerida]

## Elección de 1964

Colegio Electoral de 1964

En las Elecciones presidenciales de Estados Unidos de 1964, Lyndon Johnson se posicionó como moderado, contrastando con su oponente del Partido Republicano (GOP), Barry Goldwater, quien se caracterizó en la campaña como de derecha de línea dura. La campaña de Johnson tuvo un muy conocido comercial titulado "Daisy Girl", que presentaba a una pequeña niña tomando pétalos de una margarita en un campo, contando los pétalos, que luego pasa a una cuenta regresiva de lanzamiento y una explosión nuclear. Johnson derrotó a Goldwater sólidamente en la elección general, ganando el 64,9% del voto popular y perdiendo solo cinco estados en el Sur Profundo, donde los afroestadounidenses todavía no podían votar, junto a Arizona, el estado del que provenía Goldwater.

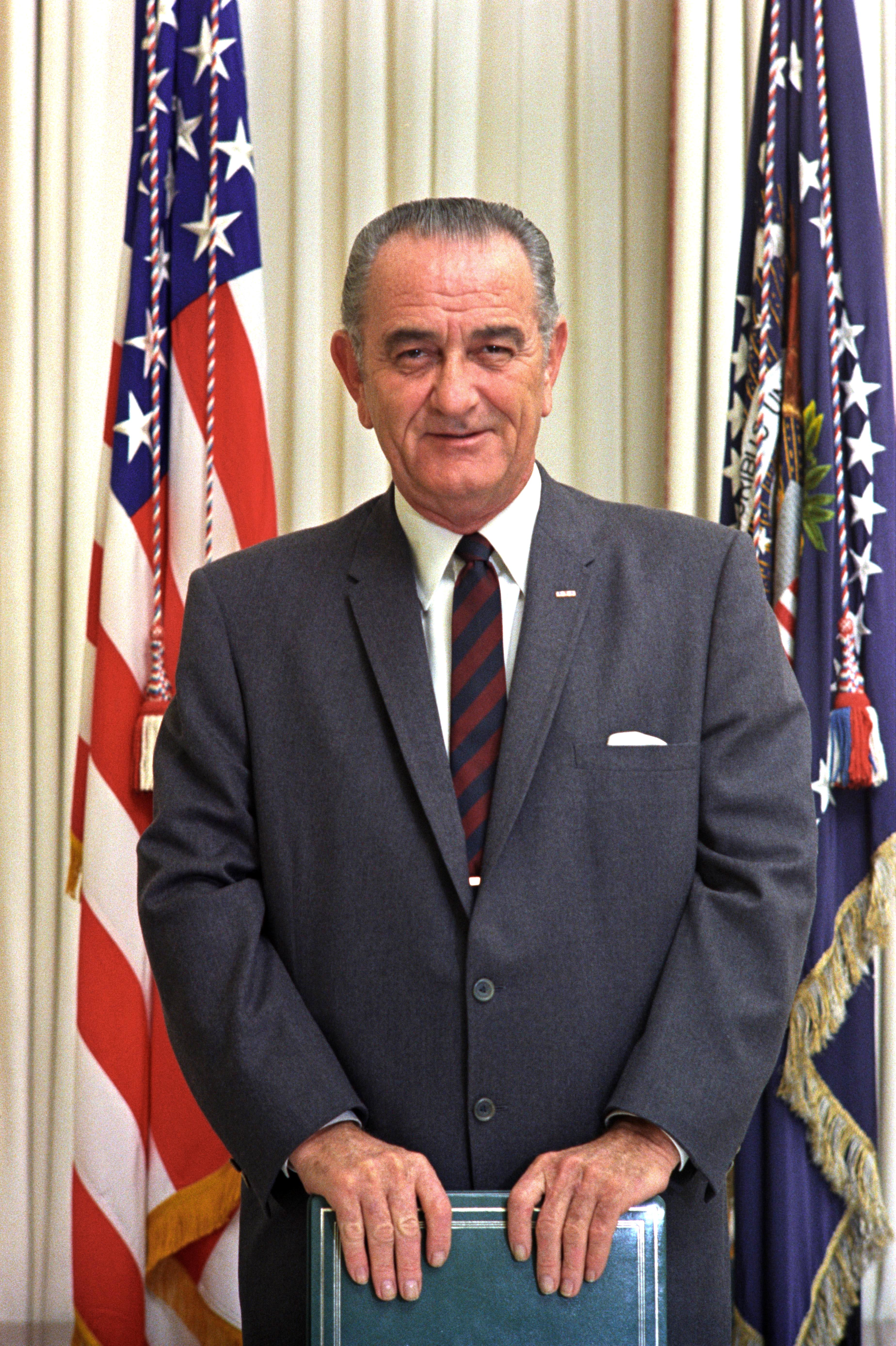
Lyndon Johnson

La campaña de Goldwater vigorizó al movimiento conservador, principalmente dentro del Partido Republicano. Este buscaba un nuevo líder y lo encontró en Ronald Reagan, el gobernador electo de California en 1966 y reelecto en 1970. Compitió contra el presidente Ford por la nominación del GOP en 1976 y perdió por poco, pero la escena ya estaba montada para Reagan en 1980.

## Programas antipobreza
Dos objetivos principales de las reformas de la Gran Sociedad fueron la eliminación de la pobreza y la injusticia racial. Durante este período se lanzaron nuevos e importantes programas dirigidos a la educación, el cuidado médico, los problemas urbanos y el transporte. La Gran Sociedad, en su extensión, se parecía a la agenda interna del New Deal de Franklin D. Roosevelt en los años treinta, pero difería fuertemente en los tipos de programas que se promulgados.[cita requerida]
El más grande y resistente de los programas federales de asistencia, lanzados 1965, fueron Medicare, que paga por muchos de los costos médicos de los adultos mayores, y Medicaid, que ayuda a la gente pobre.[cita requerida]
La pieza central de la lucha contra la pobreza fue la Ley de oportunidades económicas de 1964, que creó la Oficina de Oportunidad Económica (OEO) para supervisar una variedad de programas antipobreza comunitarios. La OEO reflejaba un frágil consenso entre los responsables de formular políticas, según el cual el mejor camino para tratar no era simplemente aumentar los salarios de los pobres, sino ayudarlos a mejorarse a través de la educación, entrenamiento para el trabajo y desarrollo comunitario. Para esta misión, fueron fundamentales las agencias de acción comunitaria, junto a la participación de los pobres en formular y administrar programas para ayudarlos.[cita requerida]

## Revuelta generacional y contracultura
Mientras avanzaban los años sesenta, números crecientes de jóvenes comenzaron a rebelarse contra las normas sociales y el conservadurismo de los años cincuenta y principios de los sesenta, así como contra la intensificación de la guerra de Vietnam y la Guerra Fría. Una revolución social se propagó por todo el país creando una sociedad más liberada. Mientras progresaba el Movimiento por los Derechos Civiles, los movimientos del feminismo y el ambientalismo pronto crecieron en medio de una revolución sexual, con sus distintivas formas de protesta, desde el cabello largo hasta la música rock. La cultura hippie, que enfatizaba la paz, amor y libertad, se presentó a la cultural principal. En 1967, el Verano del Amor, un evento en San Francisco donde miles de jóvenes se unieron libre y voluntariamente para una nueva experiencia social, ayudaron a presentar al mundo la cultura. Además, el creciente uso de drogas psicodélicas, como LSD y marihuana también se volvió central para el movimiento. La música de la época tuvo un rol importante en la presentación del folk rock y más tarde el rock ácido, y la psicodelia se transformó en la voz de la generación. El Festival de Woodstock de 1969 ejemplificó la Revolución contracultural.[cita requerida]

## Fin de la Carrera Espacial

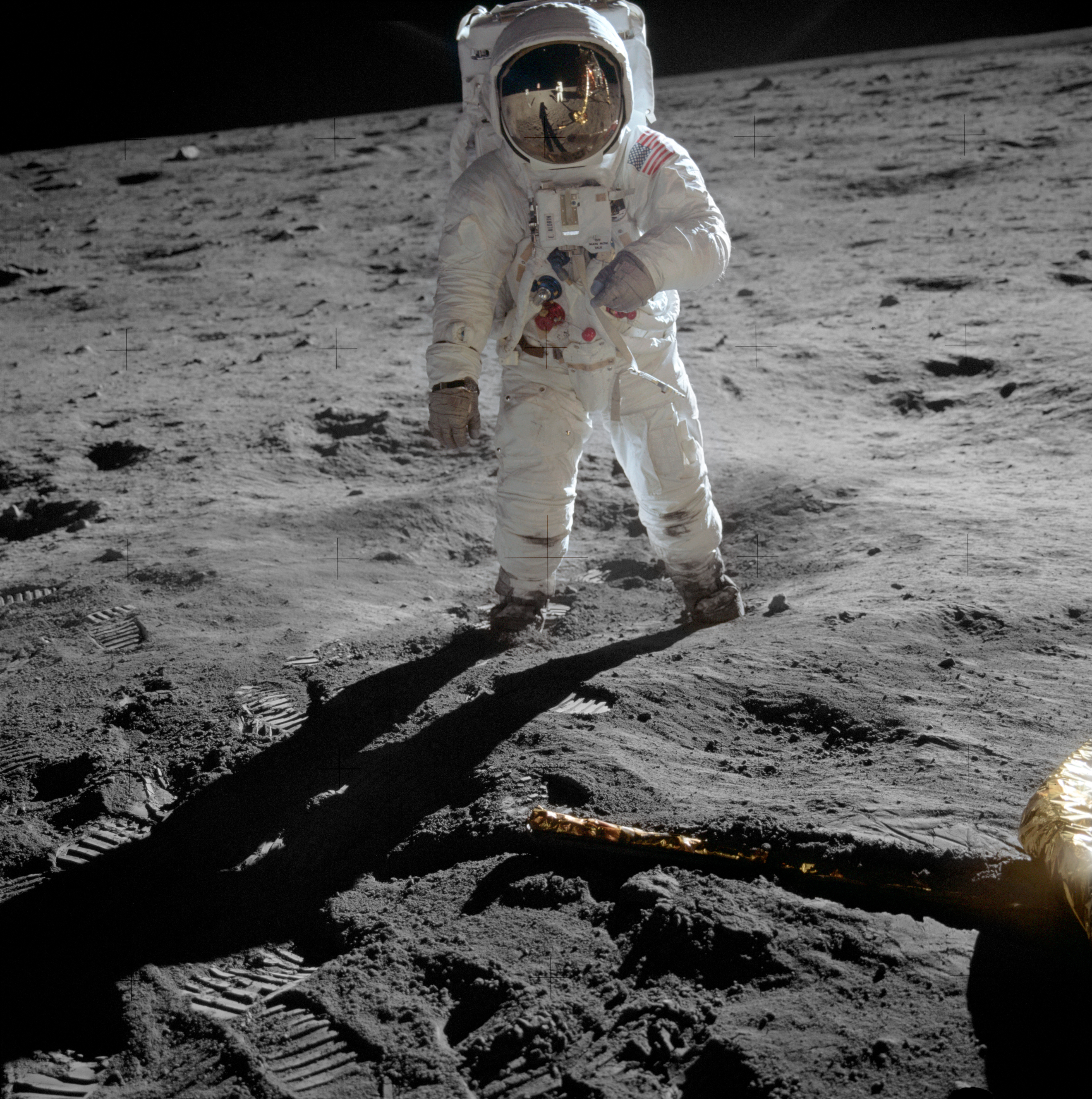
Buzz Aldrin sobre la Luna en 1969

Comenzando con el lanzamiento por los soviéticos del primer satélite, Sputnik 1, en 1957, los Estados Unidos compitieron con la Unión Soviética por la supremacía en la exploración del espacio exterior. Después de que los soviéticos colocaron al primer hombre en el espacio, Yuri Gagarin, en 1961, el presidente John F. Kennedy impulsó formas en las que la NASA pudiera ponerse al mismo nivel, instando, como es popularmente conocido, a una acción tripulada a la Luna: "Creo que esta nación debería comprometerse a lograr el objetivo, antes de que termine esta década, de alunizar un hombre en la Luna y regresarlo en forma segura a la Tierra".  Los primeros vuelos tripulados producidos por este esfuerzo llegaron con el Programa Gemini (1965-1966) y luego con el Programa Apolo, el cual a pesar de la trágica pérdida de la tripulación del Apolo 1, logró el objetivo de Kennedy alunizando con los primeros astronautas en la Luna, con la misión del Apolo 11 en 1969.
Habiendo perdido la carrera a la Luna, los soviéticos pasó su foco de atención a las estaciones espaciales, lanzando el primer Saliut 1 en 1971. EE. UU. respondió con la estación orbital de trabajo Skylab, en funcionamiento desde 1973 hasta 1974. Con la détente con la URSS, un tiempo de relaciones mejoradas durante la Guerra Fría entre Estados Unidos y los soviéticos, las dos superpotencias desarrollaron una misión espacial cooperativa: el Proyecto de pruebas Apolo-Soyuz. Esta misión conjunta de 1975 fue el último vuelo tripulado para Estados Unidos hasta los vuelos con el Transbordador STS de 1981, y fue descripto como un final simbólico para la carrera espacial. La carrera al espacio desencadenó incrementos en el gasto de educación e investigación pura sin precedentes, que aceleraron los avances científicos y llevó a beneficiosas tecnologías obtenidas indirectamente.[cita requerida]

## Guerra de Vietnam
La política de contención significó luchar contra la expansión comunista donde fuera que ocurriera, y los comunistas eligieron lugares donde los aliados estadounidenses fueran más débiles. El principal compromiso de Johnson era la política interna, por lo que trató de minimizar la conciencia pública y el control del Congreso sobre las operaciones de la guerra. Casi todos sus asesores eran pesimistas en cuanto a las posibilidades a largo plazo, y Johnson temía que si el Congreso tomase el control, demandaría "¿Por qué no la victoria?", como había dicho Barry Goldwater, en lugar de la contención.  Aunque la participación estadounidense creció en forma continua, Johnson se negó a permitir que las reservas o la Guardia Nacional de los Estados Unidos sirvieran en Vietnam, porque eso requeriría supervisión del Congreso. En agosto de 1964 Johnson se aseguró un apoyo casi unánime en el Congreso para la Resolución del Golfo de Tonkin, que dio al presidente una discreción muy amplia para usar la fuerza militar como lo creyera conveniente. En febrero de 1968 el Viet Cong lanzó un ataque a toda máquina sobre las fuerzas de Vietnam del Sur a través del país en la Ofensiva del Tet. El ejército del Vietnam del Sur (ARVN) derrotó en forma exitosa los ataques y redujo al Viet Cong a un estado de inefectividad; desde ese momento, el principal enemigo pasó a ser el ejército de Vietnam del Norte. Sin embargo, la Ofensiva del Tet fue un desastre para las relaciones públicas de Johnson, a medida que el público se fue dando cuenta que Estados Unidos estaba involucrado profundamente en una guerra que pocas personas entendían. Los republicanos, como el gobernador de California Ronald Reagan, demandaron la victoria o retirada, mientras que en la izquierda se acrecentaron estridentes demandas de una retirada inmediata. Polémico fue que de los 2,5 millones de estadounidenses que sirvieron en Vietnam (de 27 millones elegibles para servir en la milicia) el 80% provenía de clases pobres u obreras.

### Movimiento antiguerra

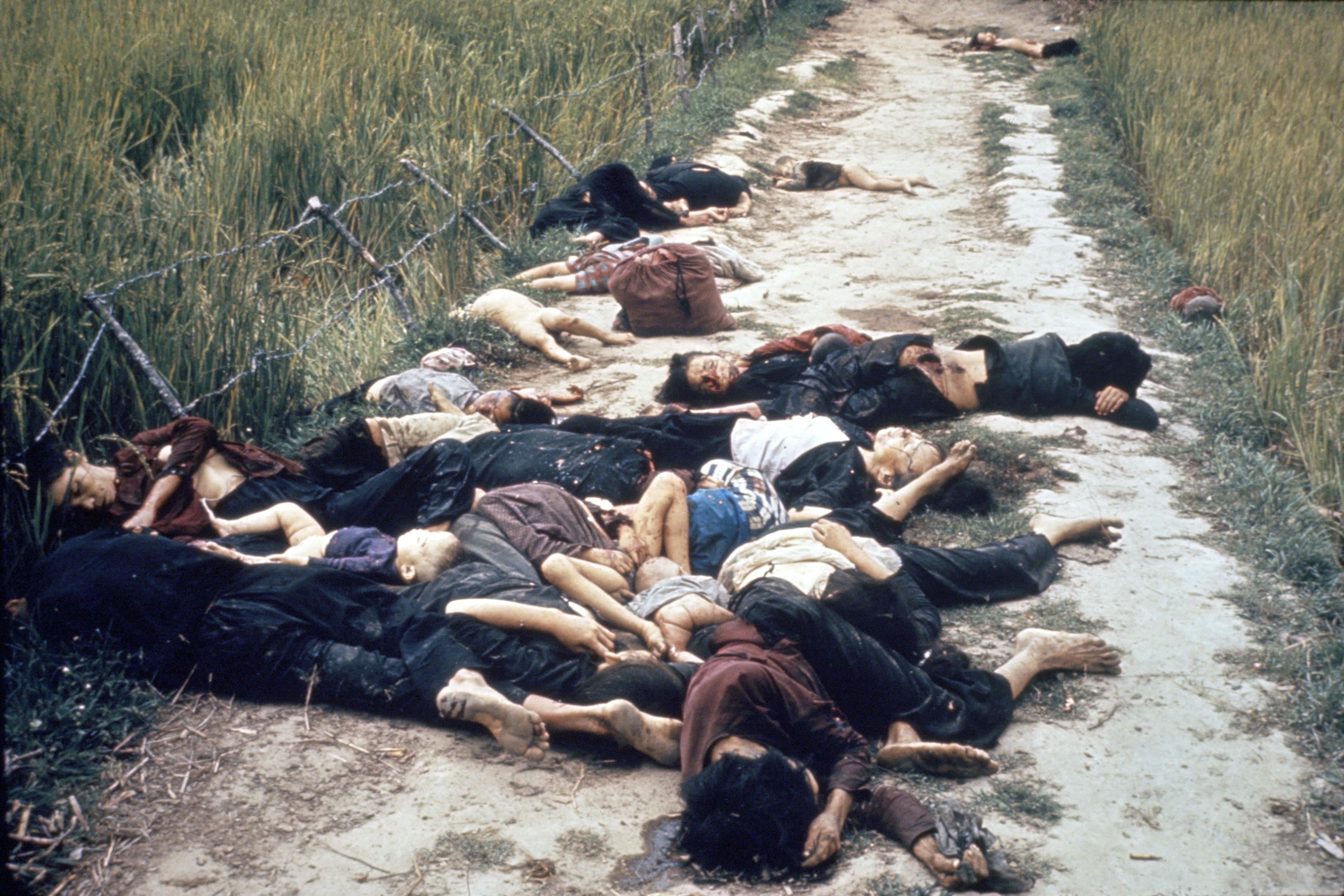
Una fotografía de civiles muertos en la :matanza de Mỹ Lai.

El movimiento antiguerra comenzó en 1964. Algunos se opusieron a la guerra con motivos morales, apoyando a los campesinos vietnamitas contra el capitalismo modernizante americano. La oposición se centró entre los activistas negros del movimiento de derechos civiles y estudiantes de universidades de élite.
La guerra de Vietnam no tuvo precedentes, por la intensidad de la cobertura por los medios de comunicación -se la llamó la primera guerra de la televisión- así como por la estridencia de la oposición a ella por la nueva izquierda.[cita requerida]

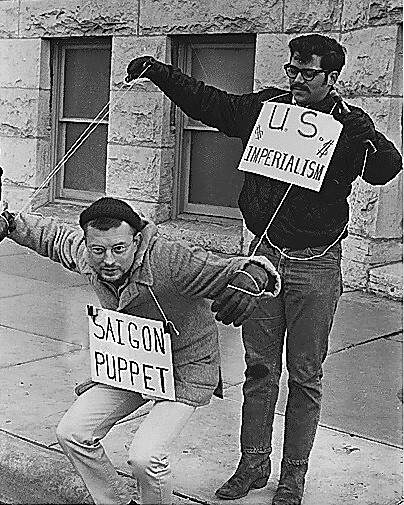
Protestas contra la guerra de Vietnam en Wichita, Kansas, en 1967

La división entre estadounidenses a favor y en contra de la guerra continuó largo tiempo después de concluida y se volvió otro factor que llevó a la guerra de las culturas que divide Estados Unidos, continuando actualmente en el siglo XXI.[cita requerida]

### 1968 y la desintegración del Partido Democrático
En 1968, Johnson vio su abrumadora coalición de 1964 desintegrarse. Republicanos liberales y moderados volvieron a sus partidos y apoyaron a Richard Nixon para la nominación del GOP. George Wallace se llevó la mayoría de los blancos sureños, por un siglo el centro del Sur Sólido en el Partido Demócrata. Cada vez más, los afroestadounidenses, estudiantes e intelectuales se oponían ferozmente a las políticas de Johnson. Con el titubeo de Robert Kennedy sobre unirse al concurso, el senador de Minnesota Eugene McCarthy, se sumó con una plataforma antiguerra, formando una coalición de estudiantes intelectuales, como si fueran elementos del partido. McCarthy no era conocido a nivel nacional, pero estuvo cerca de ganarle a Johnson en la crucial primaria de New Hampshire, gracias a miles de estudiantes que se quitaron sus vestimentas contraculturales y fueron de puerta en puerta con su lema "limpios para Gene" Johnson ya no tenía la mayoría del apoyo de su partido, por lo que tomó la iniciativa y se retiró de la competencia, prometiendo iniciar conversaciones de paz con el enemigo.
Aprovechando la oportunidad de la retirada de Johnson de la competición, Robert Kennedy se sumó y participó por la nominación con una plataforma antiguerra que obtuvo apoyo de los afroestadounidenses. El vicepresidente Hubert Humphrey llegó tarde a entrar a las primarias, pero logró reunir un fuerte apoyo de facciones tradicionales del Partido Democrático. Humphrey, un apasionado propulsor del New Deal, apoyaba las políticas de guerra de Johnson. El mayor arrebato de disturbios en la historia nacional llegó en abril de 1968, luego del asesinato de Martin Luther King Jr.[cita requerida]
Kennedy estuvo listo para clamar victoria sobre McCarthy en las primarias de California cuando fue asesinado; McCarthy no pudo superar el apoyo de Humphrey en la élite del partido. La convención nacional demócrata en Chicago estuvo en un alboroto continuo, con la policía confrontando a los manifestantes antiguerra en las calles y parques y con enconadas divisiones en el Partido Demócrata, que se revelaban en la arena política. Humphrey, con una coalición de organizaciones estatales, jefes de ciudades como el alcalde Richard Daley y gremios, ganó la nominación y compitió contra el republicano Richard Nixon y el independiente George Wallace en las elecciones generales. Nixon hizo un llamamiento a lo que según él era la "mayoría silenciosa" de los estadounidenses moderados a los que les desagradaba la contracultura "hippie." Nixon prometió también "paz con honor" para finalizar la guerra de Vietnam. Propuso la Doctrina Nixon para establecer la estrategia para entregar las luchas de la guerra a los vietnamitas, lo que llamó "vietnamización". Nixon ganó la elección presidencial de 1968, pero los demócratas continuaron controlando el Congreso. Las profundas divisiones en el Partido Democrático duraron por décadas.

## La presidencia de Nixon
Aunque en general se lo consideró conservador, el presidente Richard Nixon adoptó muchas posiciones liberales, en especial en lo referido a salud, gastos de asistencia social, ambientalismo y apoyo a las artes y humanidades. Mantuvo los altos impuestos y fuertes regulaciones económicas de la era del New Deal. Intervino agresivamente en la economía, sacando a la nación del patrón oro y (por un momento) imponiendo controles de precios y salarios.
Nixon reorientó la política externa alejándose de la contención y hacia la détente con tanto la Unión Soviética como China, buscando enemistarlas. La política de la detente con China es todavía hoy la política básica en el siglo XXI, mientras que los rusos rechazaron la detente y usaron la tolerancia estadounidense para expandir sus operaciones ampliamente en América Latina, Asia y África. Tanto Rusia como China toleraron la política estadounidense en Vietnam, abandonando a su otrora aliada Vietnam del Norte. Nixon promovió la "vietnamización", con lo cual el ejército de Vietnam del Sur se vería fuertemente mejorado de manera que las fuerzas de EE. UU. pudieran retirarse. Las tropas de combate se fueron en 1971 y Nixon pudo anunciar un tratado de paz en 1973. Sus promesas a Saigón, de que iba a intervenir si Vietnam del Norte atacaba fueron validadas en 1972, pero perdieron todo valor cuando éste dimitió en 1974. A pesar de tener un ejército minucioso, Vietnam del Sur era muy corrupto y carecía de autoconfianza en demasía como para resistir efectivamente la invasión de Vietnam del Norte, y Saigón fue derrotado por el Norte en 1975, terminando la guerra.[cita requerida]
En mayo de 1970, los intentos antiguerra devinieron en violencia con los disparos de la Guardia Nacional a estudiantes que manifestaban, en la Masacre de la Universidad Estatal de Kent. El sistema de educación superior de la nación, especialmente las escuelas de élite, se cerró casi prácticamente.
La presidencia de Nixon aprovechó las manifestaciones estudiantiles para movilizar a la mayoría conservadora consistente en habitantes de suburbios de clase media y blancos de clase baja que eran críticos de extremistas radicales. La economía también tuvo un rol en la movilización. Como resultado de la guerra de Vietnam y el fracaso de Lyndon Johnson de subir los impuestos para pagar por aquella, la inflación creció y los ingresos reales cayeron. Muchos blancos de clase media baja criticaban los programas federales cuyo objetivo eran los afroestadounidenses y pobres. Un observador notó que los salarios eran apenas "un poco más elevados que los pagos de asistencia social de los estados liberales" y que aún "ellos estaban excluidos de los programas sociales que apuntaban a los desaventajados". Numerosos artículos publicados en ese momento se centraban en los sentimientos de descontento que existían en muchos estadounidenses de clase media.
Aunque los americanos con ingresos medios se beneficiaron con las iniciativas de la Gran Sociedad que también beneficiaban a los de ingresos bajos, tales como Medicare y la ayuda federal a la educación, y a pesar del hecho de que las estadísticas indicaban que los negros y pobres (con ambos grupos tratados frecuentemente como uno solo) vivían una existencia infinitamente más dolorosa que los blancos de clase media baja, existía un sentimiento generalizado de que los residentes de barrios bajos y guetos estaban ahora en el asiento del conductor. Una encuesta hecha por "Newsweek" en 1969 encontró que una pluralidad de estadounidenses medios creían que los afroestadounidenses tenían una mayor oportunidad de obtener educación adecuada, un hogar decente y un buen trabajo. En la misma encuesta, el 85% creía que los militantes negros eran liberados muy fácilmente, el 84% que los manifestantes de campus eran tratados con mucha indulgencia y el 79% que la mayoría de los beneficiarios de asistencia social podían ayudarse a sí mismos. Los analistas consideraron que estos sentimientos se debían a la inseguridad económica de los llamados "estadounidenses medios", aquellos que obtenían entre $5000 y $15000 al año e incluyendo a muchos blancos étnicos, que comprendían el 55% de la población estadounidense. Muchos de estos americanos eran trabajadores obreros y oficinistas, maestros de escuelas, y burócratas de los niveles iniciales. Aunque no eran pobres, sergún William H. Chafe, sufrían de muchas de las tensiones de la prosperidad marginal, tal como el endeudamiento, la inflación y el temor de perder lo que habían trabajado tanto para conseguir. Entre 1956 y 1966, los ingresos se incrementaron un 86%, mientras que el costo de pedir prestado había crecido mucho más, en un 113%. Muchas familias encontraban difícil mantener su estatus de "clase media", particularmente en un tiempo en que la inflación trajo el fin de los aumentos de salario real. Con la dificultad de arreglárselas, muchos estadounidenses medios veían los gastos antipobreza y las demandas de los afroestadounidenses como una amenaza para su propio bienestar.
El empleo irregular también era un problema, con un 20% de los trabajadores desempleados por algún período en 1969, una cifra que creció a 23% en 1970. Mucha gente tenía pocos o nulos ahorros hacia fines de los sesenta, con un quinto de la población en 1969 sin activos líquidos, y casi la mitad con menos de $500.
Para fines de  1967, William H. Chafe notó:
"los agudos ataques de la izquierda contra los valores "establecidos" fueron igualados por una igualmente vociferante defensa de los valores tradicionales por aquellos que estaban orgullosos de todo lo que su sociedad había logrado. Si los feministas, afroestadounidenses, manifestantes contra la guerra y defensores de los pobres atacaban el status quo con intransigente vehemencia, millones de otros estadounidenses se juntaban alrededor de la bandera y dejaban en claro su intención de mantener el estilo de vida y valores a los que habían consagrado sus vidas. Considerablemente, los encuestadores Richard Scammon y Ben Watterburg remarcaron que los manifestantes todavía representaban a una pequeña minoría del país. La mayoría de los estadounidenses eran "no jóvenes, no pobres y no negros; ellos [son] de mediana edad, clase media y de mentes medias". No era un escenario en el cual los disidentes pudieran sentirse cómodos."
Aprovechando el gran apoyo popular, Nixon fue reelecto en 1972, derrotando sólidamente al liberal antiguerra George McGovern. Al mismo tiempo, Nixon fue el pararrayos para muchade la hostilidad pública en cuanto a la guerra de Vietnam. La moralidad de conflicto siguió siendo un tema, e incidentes como la Matanza de Mỹ Lai erosionaron aún más el apoyo a la guerra e incrementaron los intentos de vietnamización.[cita requerida]
El creciente Escándalo Watergate fue un desastre de importancia para Nixon, que erosionó su apoyo político en la opinión pública y Washington. Sin embargo, logró asegurar financiamiento a gran escala para Vietnam del Sur, gran parte del cual fue desaprovechado.[cita requerida]
Estados Unidos retiró sus tropas de Vietnam antes de los Acuerdos de paz de París de 1973. En 1975, Vietnam del Norte invadió con fuerzas armadas convencionales y conquistó rápidamente el Sur. EE. UU. no se involucró en la lucha en 1975 pero sí evacuó a muchos vietnamitas. Más tarde un millón lograron escapar a Estados Unidos como refugiados. El impacto en EE. UU. ensordecido, con pocas recriminaciones políticas, pero sí dejó un "Síndrome de Vietnam" que advirtió en contra de intervenciones militares en cualquier otro lugar. Nixon (y sus dos sucesores Ford y Carter) habían dejado de lado la política de contención y no estaban dispuestos a intervenir en otro lugar.[cita requerida]

## "Estanflación"
Al mismo tiempo que el presidente Johnson persuadía al Congreso de aceptar una rebaja de impuestos en 1964, aumentaba rápidamente el gasto tanto en programas internos como para la guerra en Vietnam. Esto resultó en una gran expansión de la oferta de dinero, que se apoyaba en gran parte en déficits del gobierno, empujando los precios rápidamente hacia arriba. Sin embargo, la inflación también se apoyó en el declive continuo de la supremacía de la nación en el comercio internacional y, aún más, en el declive en la preponderancia económica, geopolítica, comercial, tecnológica y cultural a nivel global de Estados Unidos desde el final de la Segunda Guerra Mundial. Después de 1945, EE. UU. disfrutaba de fácil acceso a materias primas y significativos mercados para sus bienes en el exterior; EE. UU. producía cerca de un tercio de la producción industrial del mundo debido a la devastación de la Europa de la posguerra. Para los años sesenta, no solo las naciones industrializadas competían por materias primas cada vez más escasas, sino que los productores del Tercer mundo también demandaban precios cada vez más altos. El automóvil, acero, y las industrias de electrónica también comenzaron a enfrentar dura competencia en los mercados internos de Estados Unidos por productores extranjeros que tenían fábricas más modernas y productos de mejor calidad.[cita requerida]
La inflación había sido de un extremadamente gentil 3% al año entre 1949 y 1969, pero con el correr de los setenta, esto comenzó a cambiar y el costo de la energía y productos de consumo comenzó a subir en forma continua. Además de la creciente competencia en la industria por Europa y Japón, Estados Unidos enfrentaba otras dificultades debido a la autocomplacencia general que se produjo durante los años de la prosperidad. Muchos estadounidenses asumían que los buenos tiempos iban a durar para siempre y hubo pocos intentos de invertir en infraestructura y manufacturas modernas fuera de los sectores de defensa y aeroespacial. El optimismo sin límites y la creencia en la ciencia y el progreso que caracterizaron los años cincuenta y sesenta se erosionó con rapidez y abrió el camino a un cinismo general y desconfianza en la tecnología entre los americanos, exacerbado por la creciente preocupación sobre los efectos negativos en el ambiente por la contaminación del aire y el agua por los automóviles e industrias, especialmente con eventos como el incendio del Río Cuyahoga en Cleveland, Ohio, en 1969 y el accidente nuclear en Three Mile Island diez años antes. Luego de este último incidente, el presidente Carter estableció una moratoria en la construcción de nuevas instalaciones de energía nuclear que continúa vigente en 2014.[cita requerida]
Nixon prometió tratar el crecimiento estancado y la inflación, conocido como "estanflación", por medio de impuestos más elevados y menor gasto; esto se enfrentó a la fuerte resistencia del Congreso. Como resultado, Nixon cambió el curso y optó por controlar la moneda; sus designados a la Reserva Federal buscaron una contracción de la oferta monetaria a través de tasas de interés más altas, con pocos resultados; la estrecha política monetaria tuvo pocos efectos para frenar la inflación. El costo de vida creció un 15% acumulado durante los primeros dos años de presidencia de Nixon.[cita requerida]
En el verano de 1971, Nixon se encontraba bajo fuerte presión popular para actuar en forma decisiva en la reversión de la corriente económica. El 15 de agosto de 1971 puso fin a la convertibilidad del dólar estadounidense en oro, lo que significó la desaparición del sistema Bretton Woods, que estaba en pie desde la Segunda Guerra Mundial. Como resultado, el dólar cayó en los mercados mundiales. La devaluación ayudó a estimular las exportaciones estadounidenses, pero también hizo que la compra de recursos vitales, materias primas y bienes de consumo del exterior se encareciera. También el 15 de agosto de 1971 bajo las previsiones del Acta de Estabilización Económica de 1970, Nixon implementó la "fase 1" de su plan económico: un congelamiento de salarios y precios que estuvieran arriba de sus niveles existentes por noventa días. En noviembre, la "fase 2" comprendía guías obligatorias para incrementos de salarios y precios, que iba a ir emitiendo una agencia federal. La inflación amainó temporalmente, pero la recesión continuó con el crecimiento del desempleo. Para combatir la recesión Nixon cambió de curso y adoptó una política monetaria y fiscal expansiva. En la "fase 3" se levantaron los estrictos controles de sueldos y precios. Como resultado, la inflación volvió a su espiral de escalada.[cita requerida]
Las presiones inflacionarias llevaron a cambios clave en la política económica. Luego de la Gran Depresión de los años 30, las recesiones (períodos de crecimiento económico lento y alto desempleo) fueron vistas como la amenaza más grande, que podía ser contrarrestada por gastos gubernamentales más altos o recortes de impuestos para que los consumidores pudieran gastar más. En los años 70, grandes incrementos de precios, particularmente para energía, crearon un gran miedo a la inflación; como resultado, los líderes del gobierno se concentraron más en controlar la inflación que en combatir la recesión limitando el gasto, resistiéndose a recortes de impuestos y manteniendo el crecimiento de la oferta monetaria bajo control.
Los erráticos programas económicos de la presidencia de Nixon eran indicativos de la generalizada confusión nacional sobre las perspectivas de la futura prosperidad estadounidense. Con poca comprensión de las fuerzas internacionales que creaban problemas económicos, Nixon, economistas estadounidenses y el público se centraron en asuntos inmediatos y soluciones de corto plazo. Estos problemas subyacentes montaron la escena para la reacción conservadora, una política exterior más agresiva y un retiro de las soluciones basadas en la ayuda social para minorías y pobres que iban a caracterizar a las décadas subsiguientes.[cita requerida]

## Tasas de criminalidad y el declive de los centros de las ciudades
El auge de la suburbanización de la posguerra había dejado a las áreas urbanas de Estados Unidos en el abandono, a medida que los empleos, el dinero y los negocios se movían gradualmente fuera de aquellas. Muchas industrias establecidas, como la textil y de productos hogareños decayeron a raíz de los costos operativos crecientes después de la Segunda Guerra Mundial, que los dejó incapaces de competir con los bienes más baratos producidos en Asia oriental y Europa meridional. Para los sesenta, cantidades significativas de indumentaria, calzado, juguetes y vajilla comprada por los estadounidenses se producía en Hong Kong, Taiwán, Japón] y Corea del Sur
Tras la agitación de finales de los sesenta y la Gran Sociedad, las áreas urbanas centrales comenzaron a deteriorarse fuertemente. Las tasas de criminalidad del país, que habían sido bajas durante el período que condujo a 1965, de pronto empezaron a crecer en 1967 y se mantendrían de esa manera por el cuarto de siglo siguiente, un irritante problema social que asoló a la sociedad estadounidense.[cita requerida]
Aunque el deterioro urbano afectó a todas las ciudades importantes, la Ciudad de Nueva York fue golpeada fuertemente por la pérdida de sus industrias tradicionales, en particular la textil. La ciudad, que alguna vez había sido el centro cultural, de negocios e industrial del país, decayó durante los setenta hasta una condición distópica. El crimen violento y las drogas se volvieron un problema insuperable en Nueva York. Times Square se volvió una meca de los negocios para adultos, prostitutas, proxenetas, atracadores y violadores, y el sistema de subterráneo se encontraba en mal estado, peligroso para usar. Con la ciudad enfrentando la bancarrota en 1975, el alcalde Abraham Beame pidió un rescate federal, pero el presidente Ford lo rechazó. En julio de 1977, un corte de luz causó una erupción de saqueos y destrucción, principalmente en barrios afroestadounidenses e hispánicos. Ese año, Edward Koch fue elegido alcalde con la promesa de cambiar Nueva York para mejor, un proceso que tendría lugar gradualmente durante los quince años siguientes.[cita requerida]
El generalmente permisivo sistema judicial entre los sesenta y ochenta sumó a la epidemia de crimen del país. Las sentencias por crímenes violentos era muchas veces leve y, en 1972, la Corte Suprema de Estados Unidos declaró que la pena capital violaba la prohibición constitucional de castigos crueles e inusuales. Solo cuatro años después, sin embargo, la Corte se desdijo y permitió que la pena de muerte fuera reinstalada. La primera ejecución que tuvo lugar después de esto fue para el asesino convicto Gary Gilmore, que fue ejecutado por fusilamiento en Utah el 17 de enero de 1977.[cita requerida]

## Transformación de las relaciones de género

### El movimiento de las mujeres (1963–1982)

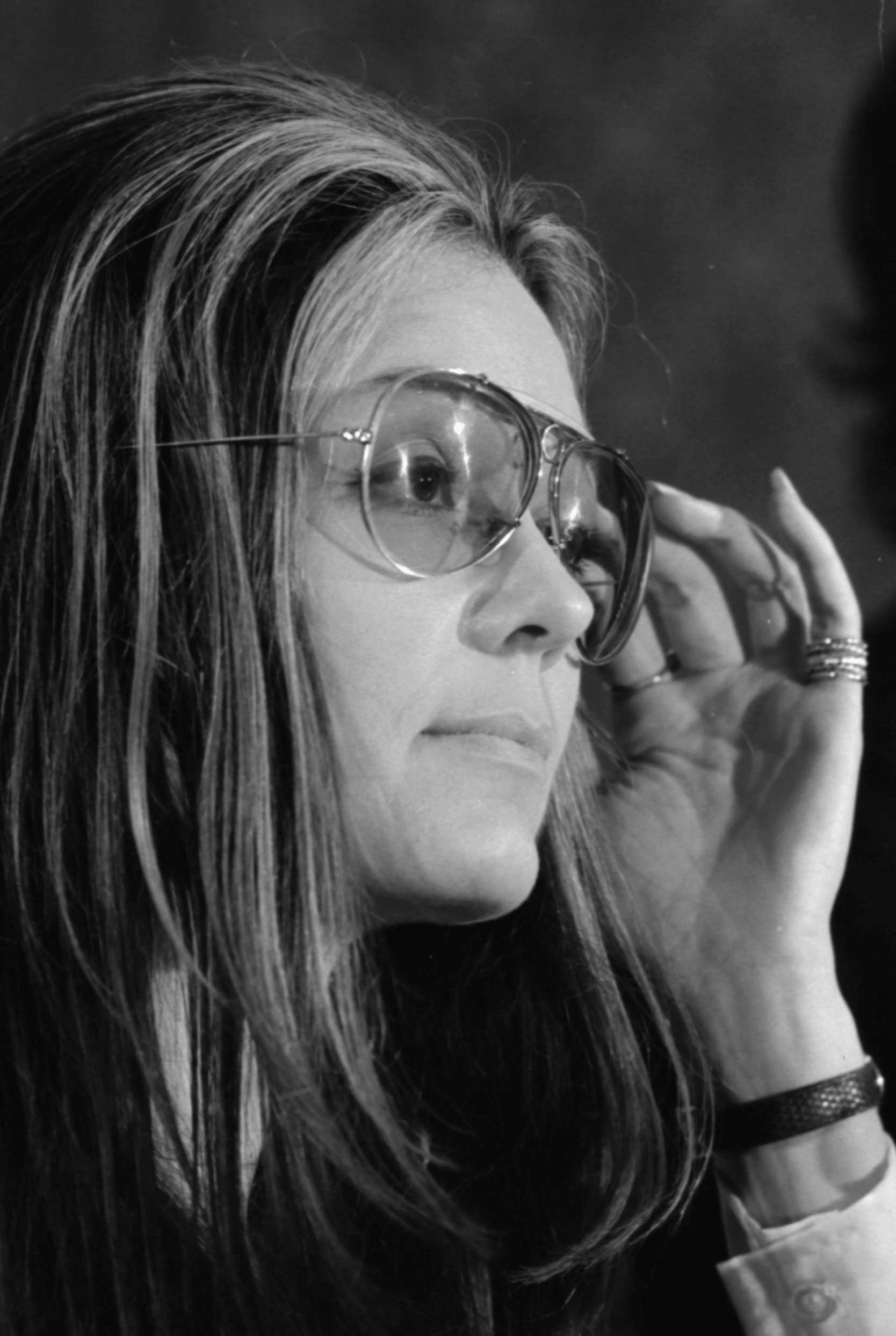
Gloria Steinem en la reunión de la Alianza de acción de las mujeres en 1972.

Una nueva conciencia de la desigualdad de las mujeres estadounidenses comenzó a recorrer la nación, comenzando con la publicación del superventas Mística de la feminidad, de Betty Friedan en 1963, que explicó cómo muchas amas de casa se sentían atrapadas e insatisfechas, y agredían la cultura estadounidense por crear la noción de que las mujeres solo podían encontrar su realización personal a través de roles como esposas, madres y guardadoras del hogar, y argumentaban que las mujeres eran tan capaces como los hombres de hacer cualquier tipo de tarea. En 1966, Friedan y otros establecieron la Organización Nacional de la Mujer (NOW), para actuar como una NAACP para las mujeres.
Las protestas comenzaron, y el nuevo Movimiento de Liberación de las Mujeres creció en tamaño y poder, y, para 1968, había reemplazado al Movimiento por los Derechos Civiles como la principal revolución social en EE. UU.[cita requerida] Marchas, desfiles, concentraciones y piquetes hicieron salir a miles, en algunos casos millones; el Women's Strike for Equality de Friedan en 1970 fue un logro a nivel nacional. El movimiento se dividió en facciones por ideologías políticas en sus comienzos: NOW por la izquierda, la Women's Equity Action League (WEAL) por la derecha, el Nacional Women's Political Caucus en el centro, y más grupos radicales formados por mujeres jóvenes en la extrema izquierda.[cita requerida]
Junto a Friedan, Gloria Steinem fue una importante líder feminista, cofundadora de la NWPC, la Women's Action Alliance, y editora de la revista del movimiento: Ms. La propuesta de la Enmienda de Igualdad de Derechos a la Constitución, aprobada por el Congreso en 1972 y apoyada por el 70% del público estadounidense, no pudo ser ratificada en 1982, con solo tres estados faltantes para volverla ley. Las mujeres conservadoras del país, lideradas por la activista Phyllis Schlafly, derrotaron la enmienda ERA argumentando que degradaba a la posición del ama de casa y hacía a las mujeres jóvenes susceptibles del llamamiento militar. También hubo una falta de coordinación entre Betty Friedan, de mayor edad y relativamente conservadora y las feministas más jóvenes, muchas de las cuales favorecían políticas de izquierda e ideas radicales tales como la redistribución forzada de trabajos e ingresos de hombres a mujeres. El principal interés de Friedan estaba también en el lugar de trabajo y la inequidad de ingresos, y no se conmovió por los activistas del aborto y los derechos sexuales, sintiendo en particular que el aborto era un tema de poca importancia. Además, el movimiento feminista se mantenía dominado por mujeres blancas relativamente ricas. Falló en atraer muchas mujeres afroestadounidenses, que tendían a considerar que eran víctimas más por su raza que por su género y que muchas feministas venían de antecedentes de clase media confortable que rara vez había experimentado serias dificultades en sus vidas. El fracaso de la ERA marcó efectivamente el fin del movimiento de liberación de las mujeres.[cita requerida]
Más allá del fiasco de la ERA, muchas leyes federales (como por ejemplo la Ley de Igualdad Salarial de 1963, el título 7 de empleo, el título 9 de educación, la Ley de Igualdad de Oportunidad de Empleo, la Ley de Igualdad de Oportunidad en el Crédito, la Ley sobre Discriminación por Embarazo que acababa con la discriminación por embarazo, y el requerimiento de que NASA y Academias Militares y otras organizaciones admitieran mujeres), leyes estaduales (como las que terminaban con la violencia doméstica y la violación matrimonial), sentencias de la Corte Suprema (como las que decidieron que la cláusula de protección por igual de la Decimocuarta Enmienda a la Constitución de los Estados Unidos se aplicaba a las mujeres), y ERAs estaduales establecieron un estatus de igualdad ante la ley de las mujeres, y costumbres sociales y conciencia comenzaron a cambiar, aceptando la igualdad de las mujeres.[cita requerida]

### Aborto
El aborto se volvió un asunto muy controvertido con la decisión de la Corte Suprema en el Caso Roe contra Wade en 1973, según la cual las mujeres tienen un derecho constitucional a elegir un aborto y no puedo ser anulado por las leyes estaduales. Las feministas celebraron la decisión pero los católicos, que se habían opuesto al aborto desde 1890, formaron una coalición con los evangelistas protestantes (por mucho tiempo enemigos acérrimos de los católicos) para tratar de revertir la decisión. El Partido Republicano comenzó a adoptar posiciones antiabortistas desde el momento en que los Demócratas anunciaron su apoyo a la elección (esto es, permitir a las mujeres el derecho de elegir un aborto). El asunto exacerbó la política nacional y estadual desde ese momento.
Desde 1973, más de un millón de abortos fueron realizados cada año durante la siguiente década; para 1977, el aborto era un procedimiento médico más común que la amigdalectomía.

### La revolución sexual
El movimiento contracultural de finales de los sesenta había desmantelado rápidamente muchos de los tabúes sociales existentes y había producido una creciente aceptación del sexo casual extramarital, el divorcio y los derechos de los homosexuales. Algunas personas abogaron por quitar las leyes contra el sexo entre adultos con consentimiento, incluyendo la prostitución, y el colectivo LGBT comenzó a luchar por la liberación gay.
La pornografía y la homosexualidad se legalizaron completamente en EE. UU. después de que una cantidad de decisiones de las cortes durante los sesenta derogaran leyes contra la obscenidad y la sodomía, y en 1973, la Asociación Médica Estadounidense quitó a la homosexualidad de su índice de desórdenes mentales. En 1967, el Código Hays, una guía de censura impuesta a la industria cinematográfica desde los años treinta fue retirada y reemplazada por un nuevo sistema de calificación de contenidos de películas, y para los setenta, hubo una escalada en las películas sexualmente explícitas y crítica social en Hollywood, que ayudó a traer nueva vida a la industria del cine luego de que pasara por un largo período de estancamiento en los cincuenta y sesenta. 
Importantes películas clasificadas X comenzaron a ser emitidas en los principios de los años 70 (provocando controversia pública y en algunos estados, persecución legal), incluyendo Garganta Profunda, The Devil in Ms. Jones y El último tango en París, con el protagonismo de Marlon Brando, cuya actuación fue nominada a un Premio Oscar. Surgió una nueva ola de revistas más lascivas para adultos tales como Hustler y Penthouse, haciendo que Playboy pareciera aburrida y anticuada.
Debido a la reducción drástica del riesgo de embarazos no deseados por la presentación de la píldora en 1960, sin mencionar la legalización de la anticoncepción en todo el país por el fallo Griswold v. Connecticut de la Corte Suprema en 1965 junto a la creciente aceptación del aborto y los matrimonios a edades más avanzadas por mujeres concentradas en sus carreras profesionales influidas por el feminismo de la segunda era o el rechazo chic de las responsabilidades del matrimonio en beneficio de vivir sin criar una familia, la tasa de natalidad nacional había caído por debajo del nivel de reemplazo en 1965 y se mantendría deprimida por casi veinte años, con el resultado de que los niños nacidos durante este período fueran conocidos como "baby busters" (por oposición a los "baby boomers" de los años de la posguerra). Luego de que el aborto fuera legalizado en 1973, se practicaron más de un millón de abortos anuales durante la década siguiente. Para 1977, el aborto era un procedimiento médico más común en Estados Unidos que la amigdalotomía. Las tasas de natalidad llegaron a su punto más bajo después de la recesión OPEC a mediados de los setenta.[cita requerida]
Cuando se terminaban los años setenta hubo un creciente disgusto entre muchos estadounidenses conservadores en cuanto a los excesos de la revolución sexual y el liberalismo, que culminó con el renacimiento del conservadurismo durante la década siguiente, combinado con los eventos del sida.[cita requerida]

## Crisis del petróleo de 1973

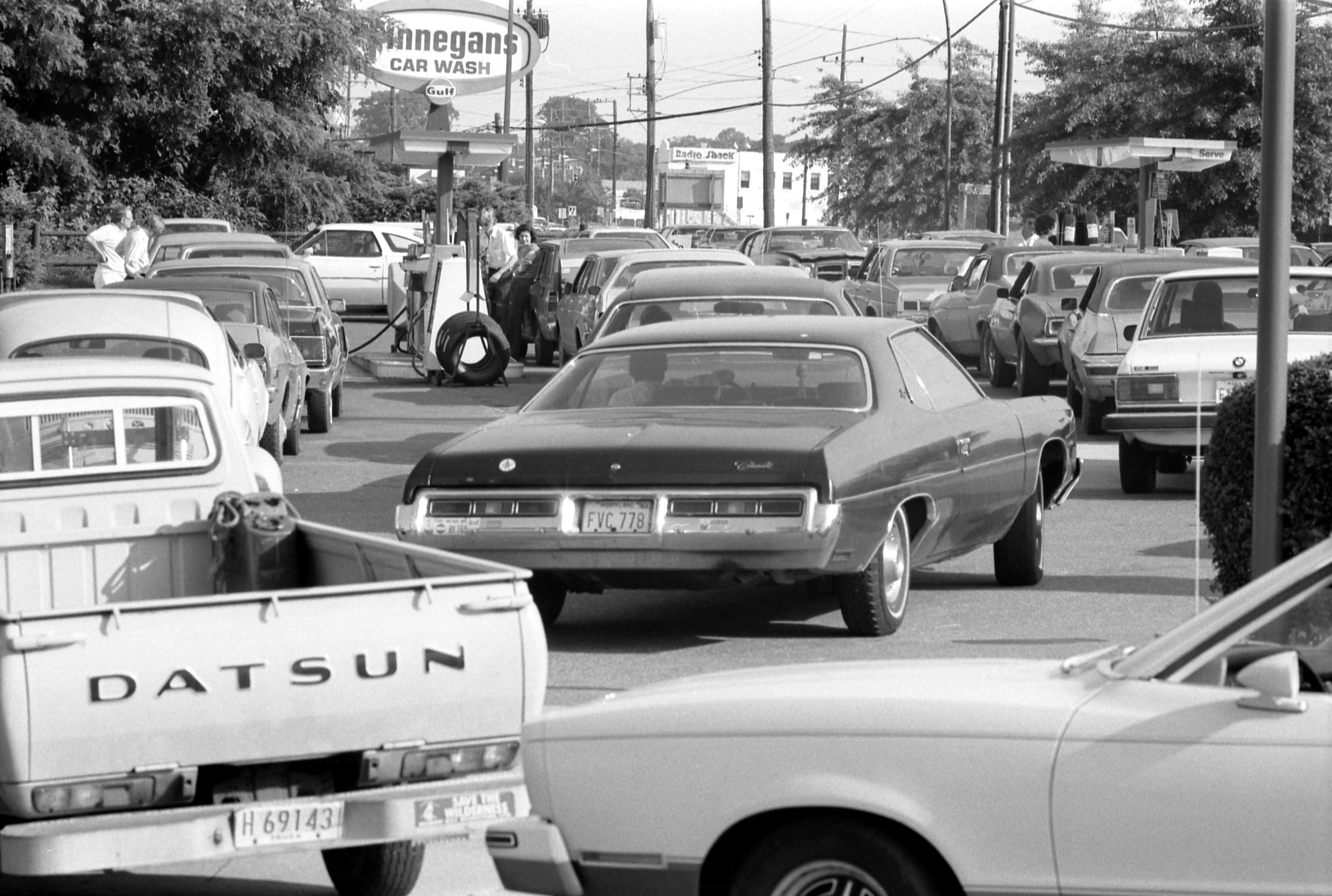
Fila en una estación de servicio el 15 de junio de 1979.

Para empeorar las cosas, la Organización de Países Exportadores de Petróleo (OPEC) comenzó a mostrar su fuerza; el petróleo, que daba combustible a automóviles y hogares en un país dominado cada vez más por suburbios (donde las casas grandes y la propiedad del automotor era más común), se volvió una herramienta económica y política para los países del Tercer Mundo para luchar por sus intereses.
Luego de la guerra de Yom Kipur de 1973, los miembros árabes de la OPEC anunciaron que ya no enviarían petróleo a países que apoyaran a Israel, lo que implicaba a Estados Unidos y Europa Occidental. Al mismo tiempo, otras naciones de OPEC acordaron una sube de precios del 400%. Esto tuvo como resultado la crisis energética del petróleo de 1973, durante la cual los conductores estadounidenses enfrentaron largas filas en las gasolineras. Instituciones públicas y privadas cerraron para ahorrar petróleo de calefacción; y muchas fábricas redujeron la producción y despidieron trabajadores. No hubo un solo factor que produjera la inflación de los años setenta, aunque este evento fue parte de una crisis energética mayor que caracterizó a la década de los setenta.[cita requerida]
La respuesta del gobierno americano frente al embargo fue rápida pero de efectividad limitada. Se sancionó una ley nacional de velocidad máxima de 55 millas por hora (88 kilómetros por hora) para ayudar a reducir el consumo. El presidente Nixon nombró a William E. Simon como "Zar de la Energía", y en 1977 se creó un Departamento de Energía en el gabinete, lo que llevó a la creación de la Reserva Estratégica de Petróleo de Estados Unidos. El Acta Nacional de Energía de 1978 fue también una respuesta a esta crisis.[cita requerida]
El gobierno federal exacerbó aún más la recesión instituyendo controles de precios en Estados Unidos, que limitaban el precio del "antiguo petróleo" (el ya descubierto) mientras permitía que el petróleo descubierto recientemente se vendiera a un precio mayor, lo que resultó en la salida del mercado del viejo petróleo y su escasez artificial. La norma había sido creada para promover la exploración de petróleo. La escasez se afrontó con el racionamiento del combustible (lo que ocurrió en muchos países), y los conductores enfrentaron largas filas en las estaciones de combustible.[cita requerida]
En EE. UU. bajo el racionamiento de automóviles con patentes impares y pares, a los conductores de vehículos con patentes de un número impar al final (o una patente de vanidad o personalizada) se les permitió comprar combustible para sus autos solo en días impares del mes, mientras que los que tenían números pares al final de su patente podían comprar solo en días pares. La regla no valía para el día 31 de los meses de treinta y un días.[cita requerida]

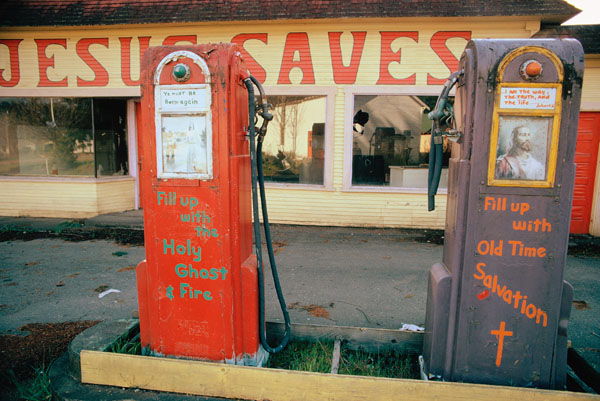
Las estaciones de combustible abandonadas durante la crisis del combustible del invierno de 1973-74 se usaron algunas veces para otros propósitos. Esta estación en Potlach, Washington, al oeste de Olympia (Washington) se convirtió en un salón de encuentros religiosos.

La crisis también llevó a un llamamiento a individuos y negocios a conservar la energía — como ejemplo una campaña del Advertising Council que usaba el lema "Don't Be Fuelish" (un juego entre la palabra "fuel" (combustible) y "fool" (tonto)). Muchos periódicos traían avisos de página completa que mostraban recortes que podían ser unidos a botones de la luz que tenían inscripta la frase "Last Out, Lights Out: Don't Be Fuelish" (cuya primera parte significa: último en irse, apagar la luz).[cita requerida]
Las tres grandes empresas productoras de automóviles estadounidenses crearon las primeras órdenes de negocio después de que se sancionaran los estándares Corporate Average Fuel Economy (CAFE), que llevaron a reducir el tamaño de las categorías de automóviles. Para finales de 1970, los vehículos con ruedas de 121 pulgadas con 4500 libras de peso completo autorizado (GVW) eran cosa del pasado. Antes de la producción en masa de la transmisión automática y la inyección electrónica de combustible, la configuración automotriz tradicional de motor delantero con impulso en la rueda trasera se cambió por uno más eficiente y/o integrado por motor delantero y tracción delantera, comenzando con los autos compactos. Usando el arquetipo del Volkswagen Golf (Rabbit en Estados Unidos), casi todo Detroit viró hacia la tracción delantera luego de 1980 en respuesta a la imposición de 27,5 mpb de CAFE.[cita requerida]
La industria del automóvil enfrentó un declive precipitado durante los setenta debido a la inflación creciente, los precios de la energía y la complacencia durante los largos años de la prosperidad en los cincuenta y sesenta. Hubo una pérdida de interés en los autos deportivos y de demostración desde 1972 en adelante, y nuevas reglas de seguridad y regulaciones de emisiones causaron que muchos autos estadounidenses se volvieran pesados y sufrieran de problemas de manejo.[cita requerida]
Chrysler, el más pequeño de los Tres Grandes, comenzó a sufrir una creciente crisis financiera que comenzó en 1976, pero el presidente Carter rechazó su pedido de rescate federal por todo el tiempo en que la administración existente de la empresa se mantuviera en sus puestos. En 1978, Lee Iacocca fue contratado como presidente de Chrysler luego de que se lo echara de Ford y heredara una compañía que estaba yendo rápidamente a la bancarrota. Iacocca logró convencer a un Congreso incrédulo de aprobar garantías federales de préstamos para la industria automotriz, que forcejeaba por sobrevivir.[cita requerida]
Aunque los problemas de Chrysler fueron muy conocidos, Ford también tenía problemas y se encontraba cerca de la bancarrota para 1980. Solo el gigante General Motors logró continuar en el negocio con normalidad.[cita requerida]
Aunque no lo requería la legislación, el deporte de carreras de autos buscó voluntariamente reducciones. Las 24 Horas de Daytona se canceló en 1974. También en 1974, NASCAR redujo las distancias de todas sus carreras en un 10%. En Indianápolis 500, las calificaciones se redujeron de cuatro días a dos, y se eliminaron numerosos días de práctica.[cita requerida]
Entre 1972 y 1978, la productividad industrial se incrementó en solo un 1% anual (comparado con una tasa de crecimiento promedio de 3,2% entre 1948 y 1955), mientras que el estándar de vida en Estados Unidos cayó al quinto en el mundo, detrás de Dinamarca, Alemania Occidental, Suecia y Suiza.

## Détentecon la URSS
Entre 1972 y 1973, las superpotencias buscaban ayudarse. En febrero de 1972 Nixon hizo una histórica visita a la China Comunista. Las relaciones con ese país habían sido hostiles por un largo tiempo desde la guerra de Corea, y Estados Unidos todavía sostenía que el régimen nacionalista en Taiwán era el gobierno legítimo de China. Sin embargo, hubo una cantidad de reuniones diplomáticas con oficiales chinos en Varsovia durante varios años, y el presidente Kennedy planeaba restablecer los lazos en su segundo mandato, pero su muerte, junto a la guerra de Vietnam y la Revolución Cultural, causaron la desaparición de cualquier posibilidad de normalizar relaciones por los siguientes años. Nixon, alguna vez un ferviente seguidor de Chiang Kai-shek, pasó a creer cada vez más en restablecer relaciones con el gobierno comunista para finales de los años sesenta. En agosto de 1971, el Secretario de Estado Henry Kissinger hizo un viaje secreto a Beijing. La visita oficial del presidente fue un evento televisado nacionalmente, y la delegación estadounidense se reunió con el presidente Mao Zedong y otros líderes chinos. Recuperar las relaciones entre China y EE. UU. también era un asunto importante de la política de la Guerra Fría. Dado que la Unión Soviética se había vuelto amargamente hostil a China desde la Revolución Cultural, ambas naciones decidieron que, sin importar las diferencias ideológicas y políticas, el dicho "el enemigo de mi enemigo es mi amigo" se cumplía. Después del viaje a China, Nixon se reunió con el líder soviético Leonid Brézhnev y firmó el Tratado SALT en Viena.[cita requerida]
La "Détente" tenía beneficios tanto económicos como estratégicos para ambas superpotencias. El control de armas permitía a las dos superpotencias ralentizar el crecimiento en espiral de sus distendidos presupuestos de defensa. El fracaso de la presidencia de Johnson de derrotar a las fuerzas comunistas y el déficit por el gasto de mantener los esfuerzos bélicos debilitaron la economía estadounidense por las décadas siguientes, contribuyendo a una década de estanflación. Mientras tanto, los soviéticos no podía detener ni los sangrientos enfrentamientos entre tropas soviéticas y chinas junto con su frontera común ni el declive de la economía soviética, en parte por los elevados gastos en milicia pesada. La "détente" no dio resultado en Medio Oriente y África, especialmente en el sur y este de África, con la explosión de enfrentamientos militares.[cita requerida]

## Watergate

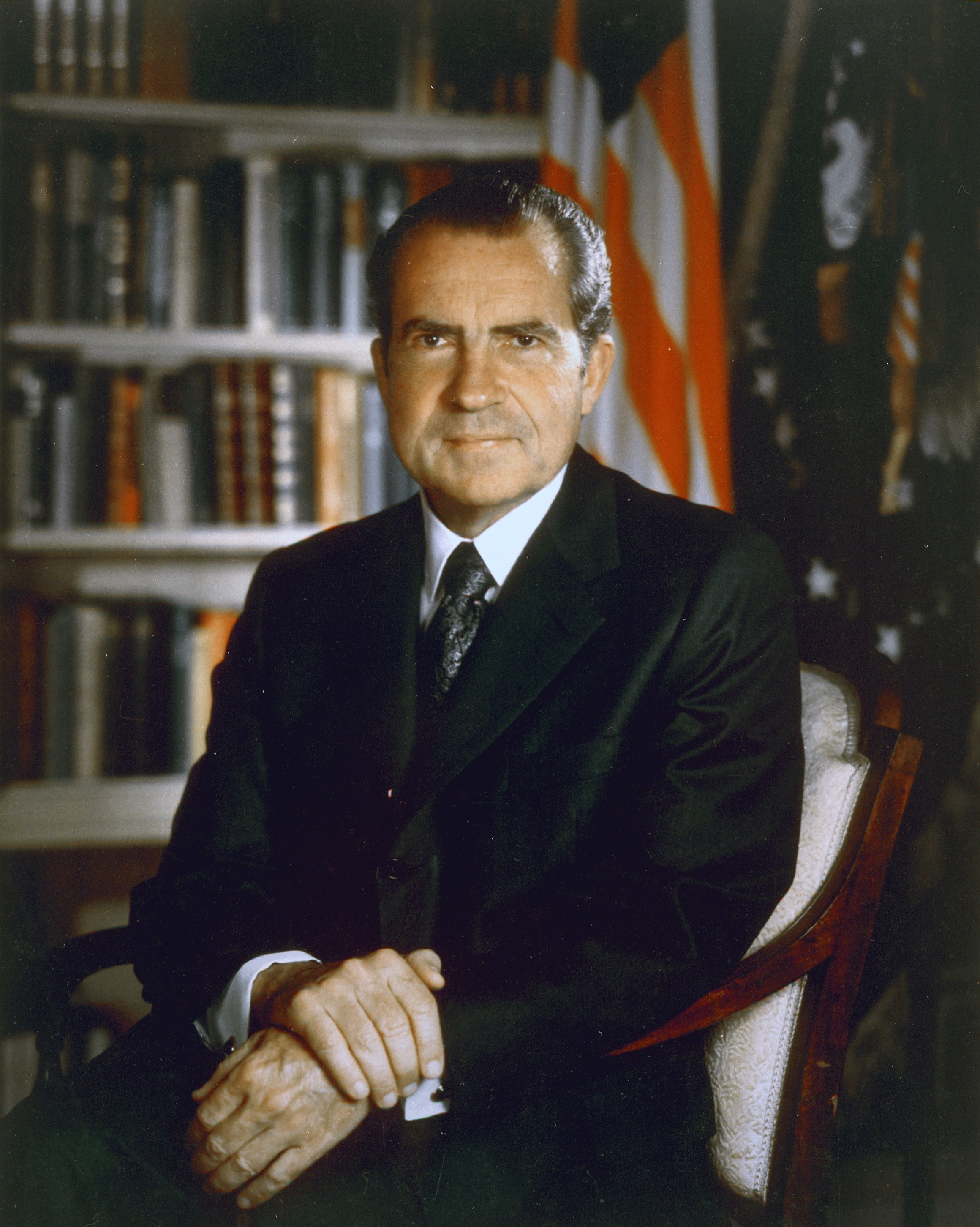
Nixon a Haldeman, escuchado en grabaciones ordenadas y expuestas para el juicio de H. R. Haldeman, John Ehrlichman and John N. Mitchell: "I don't give a shit what happens. I want you all to stonewall it, let them plead the Fifth Amendment, cover up or anything else, if it'll save it, save this plan. That's the whole point. We're going to protect our people if we can."

En 1972, Nixon ganó la nominación del GOP. La izquierda política opuesta a la guerra lo volvió el principal enemigo y los Demócratas nominaron al senador George McGovern de South Dakota para presidente. Nixon eliminó con efectividad todo asunto de importancia que McGovern usara para construir su plataforma electoral al terminar con el llamamiento a filas, iniciar la retirada de Vietnam y recuperar los lazos con China. MCGovern fue ridiculizado como el candidato del "ácido, amnistía y aborto" y en el día de las elecciones, Nixon se llevó todos los estados con excepción de Massachusetts en la elección presidencial más asimétrica desde 1820.[cita requerida]
Nixon fue investigado por la instigación y encubrimiento del robo dentro de las oficinas del Partido Demócrata en el Complejo de oficinas Watergate. El Comité Judicial de la Cámara de Representantes de Estados Unidos abrió las audiencias formales y públicas de juicio político contra Nixon el 9 de mayo de 1974. En lugar de enfrentar el juicio político por la Cámara de Representantes y una posible condena por el Senado de los Estados Unidos, Nixon renunció, con efectividad el día 9 de agosto de 1974. Su sucesor, el republicano moderado Gerald R. Ford, emitió un indulto preventivo a Nixon, finalizando las investigaciones contra él.[cita requerida]

## Presidencia de Ford
Consciente de que no había sido elegido ni para el cargo de presidente ni para el de vicepresidente, Gerald Ford pidió al pueblo estadounidense que le diera su apoyo, diciendo "nuestra larga pesadilla nacional se acabó". Su presidencia fue testigo del colapso final de Vietnam del Sur después de que el Congreso controlado por los Demócratas votara para terminar con toda ayuda a ese país. Los intentos de Ford de detener el creciente problema de la inflación tuvieron poco éxito, y su única solución parecía ser instar a la gente a usar distintivos en sus camisas con el lema WIN (fustiga la inflación ahora). También designó un juez de la Corte Suprema, John Paul Stevens, que se jubiló en 2010. Durante la presidencia de Ford, el país también celebró su bicentenario el 4 de julio de 1976. El evento trajo algún entusiasmo a una población estadounidense que se sentía cínica y desilusionada de Vietnam, Watergate y las dificultades económicas. El indulto de Ford a Nixon justo antes de las elecciones de medio término de 1974 no fueron bien recibidas y los Demócratas tuvieron ganancias importantes, llevando al poder a una generación de jóvenes activistas liberales, muchos de ellos desconfiados del ejército y la CIA.

## Presidencia de Carter
El escándalo Watergate todavía estaba fresco en la mente de los votantes cuando el antiguo gobernador de Georgia, Jimmy Carter, un ajeno a Washington D. C. conocido por su integridad, prevaleció sobre políticos mejor conocidos en el ámbito nacional en el Partido Democrático, en las elecciones primarias presidenciales de 1976. La fe en el gobierno estaba de capa caída y de la misma forma se encontraba el presentismo electoral. Carter se volvió el primer candidato del Sur Profundo en ser elegido presidente desde la Guerra de Secesión. Él remarcó el hecho de que era un desconocido, que no formaba parte del sistema político de la ciudad capital y de que no era abogado. Carter emprendió varias medidas populistas tales como caminar al Capitolio para su inauguración y usar un suéter en el Despacho Oval para instar al ahorro de energía. El nuevo presidente comenzó su presidencia con el Congreso número 95, controlado por los demócratas. Los Demócratas tenían una supermayoría de dos tercios en la Cámara de Representantes y una supermayoría de tres quintos a prueba de filibusterismo en el Senado por primera vez desde el Congreso número 89 en 1965, y por última vez hasta el Congreso número 111 en 2009. Los logros más importantes de Carter consistieron en la creación de una política energética nacional y la consolidación de agencias gubernamentales, que resultaron en dos nuevos departamentos del gabinete: el Departamento de Energía de los Estados Unidos y el Departamento de Educación de los Estados Unidos. El Congreso desreguló en forma exitosa las industrias de transporte pesado, aerolíneas, ferrocarriles, finanzas, comunicaciones y petróleo, e impulsó el sistema de seguridad social. Carter designó un número récord de mujeres y minorías en puestos de gobierno y judicial significativos, pero sin embargo tuvo contiendas con líderes feministas. Los ambientalistas promovieron fuertes legislaciones de protección ambiental, a través de la expansión del Servicio Nacional de Parques en Alaska, creando 103 millones de acres nuevos de tierra. Carter falló en implementar un plan nacional de salud o reformar el sistema impositivo, que había propuesto en su campaña, y los Republicanos ganaron la Cámara de Representantes en las elecciones de medio término.
Luego de la recesión tras el embargo por OPEC en 1974-75, el crecimiento económico se reanudó en 1976 y continuó a lo largo de 1978. A pesar de los altos niveles de gasto de consumo, la inflación y las tasas de interés continuaron siendo un problema persistente. Pero después de la Crisis de Rehenes de Irán en la primavera de 1979, la economía de EE. UU. cayó en una profunda recesión, la peor desde la Gran Depresión.[cita requerida]
Enfatizando la crisis energética, el presidente Carter estableció restricciones en los límites de velocidad y calefacción de edificios. En 1979, Carter habló al público siendo televisado nacionalmente, culpando los problemas de la nación a la crisis en la confianza en el pueblo americano. Este "discurso de malestar" dañó aún más su intento de reelección porque parecía expresar un punto de vista pesimista y culpaba al pueblo estadounidense por sus propias políticas fallidas.

### Relaciones internacionales
El período presidencial de Carter es recordado por la crisis de rehenes de Irán que duró 444 días, y el abandono de la détente con la Unión Soviética, que llevó a una Guerra Fría renovada.
En las relaciones internacionales, los logros de Carter consistieron en los Acuerdos de Camp David, los tratados del Canal de Panamá, la creación de relaciones diplomáticas completas con la República Popular China y la negociación de los Acuerdos SALT II. Además, abogó por los derechos humanos alrededor del mundo y usó los derechos humanos como el centro de la política internacional de su mandato.
Aunque la política internacional se mantuvo tranquila durante los dos primeros años de Carter, la Unión Soviética parecía volverse más fuerte. Estaba expandiendo su influencia en el Tercer Mundo junto a la ayuda de aliados como Cuba, y el ritmo del gasto militar soviético crecía en forma regular. En 1979, tropas soviéticas invadieron Afganistán para crear un régimen marxista allí. En protesta, Carter declaró que EE. UU. boicotearía los Juegos Olímpicos de Moscú de 1980. Luego de nueve años de lucha, los soviéticos no pudieron eliminar a los rebeldes afganos y abandonaron el país. Mientras tanto, se esperaba que las fuerzas estadounidenses en Europa, descuidadas durante la guerra de Vietnam, enfrentaran con armas de la época de los cincuenta a un Pacto de Varsovia con poderío creciente. El ejército de EE. UU. casi se desintegró al finalizar los eventos de Vietnam, por baja moral, tensiones raciales y uso de drogas. Experimentos tales como la campaña "el ejército quiere unírsete" de 1975 encontraron críticas y fueron abandonados. Con el final del llamamiento militar en 1973, se volvió difícil encontrar reclutas, aparte de criminales a los que se les había dado la opción del servicio militar en lugar de tiempo en prisión. Preocupado por la débil condición de las fuerzas armadas, Carter revivió la registración para hombres de dieciocho años en 1979 y contempló traer de vuelta el llamamiento.
El punto más importante de la política exterior de Carter llegó en 1978, cuando medió los Acuerdos de Camp David entre Egipto e Israel, terminando con el estado de guerra que había existido entre ambos estados desde 1967.
En 1979, Carter completó el proceso iniciado por Nixon de recuperar los lazos con China. Se establecieron relaciones diplomáticas completas el 1 de enero de ese año a pesar de protestas del senador Barry Goldwater y otros republicanos conservadores. Las relaciones no oficiales con Taiwán se mantuvieron. El líder chino Deng Xiaoping visitó luego Estados Unidos en febrero de 1979.

Carter también trató de poner un límite a la carrera armamentista con el acuerdo SALT II en 1979, y enfrentó la Revolución Islámica en Irán, la Revolución Nicaragüense y la Invasión soviética en Afganistán. En 1979, Carter permitió que el Shah Mohammed Reza Pahlevi de Irán entrara a Estados Unidos para un tratamiento médico. En respuesta, militantes iraníes tomaron el control de la embajada estadounidense en la Crisis de los rehenes en Irán, tomando como rehenes a cincuenta y dos estadounidenses y demandando el regreso del Shah a Irán para un juicio, y ejecución. La crisis continuó por 444 días y dominó el último año de la presidencia de Carter, arruinando la destrozada reputación del presidente en cuanto a su competencia en relaciones internacionales. Las respuestas de Carter a la crisis con una "estrategia de rosedal", desde quedarse dentro de la Casa Blanca al fallido intento militar de recuperar a los rehenes no inspiró la confianza del pueblo estadounidense en la administración.